# Ga Mokpo
Ga Mokpo (Tiếng Hàn: 목포역, Hanja: 木浦驛) là ga trên Tuyến Honam ở Mokpo-si, Jeollanam-do. Đây là ga đường sắt cực tây ở Hàn Quốc. Trạm này là điểm dừng cuối cùng trên Tuyến Honam. Nằm ở phía tây nam bán đảo Triều Tiên, nó được sử dụng bởi những khách hàng đến thăm Đảo Jeju, Đảo Heuksan và Đảo Hong kết nối với KTX.

## Lịch sử
- 15 tháng 5 năm 1913: Khai trương kinh doanh là ga Botong[2]
- 1 tháng 12 năm 1943: Ga Mokpo bị bãi bỏ và đổi thành Ga bến tàu Mokpo[3]
- 10 tháng 9 năm 1971: Được chỉ định làm trạm tiếp nhận than antraxit dân dụng[4]
- 12 tháng 6 năm 1978: Khởi công xây dựng nhà ga mới
- 3 tháng 7 năm 1979: Hoàn thành xây dựng nhà ga mới
- 4 tháng 8 năm 1980: Hủy bỏ chỉ định là trạm tiếp nhận than antraxit dân dụng[5]
- 1 tháng 4 năm 2004: Mở rộng trạm và bắt đầu vận hành KTX
- 1 tháng 5 năm 2006: Ngừng xử lý bưu kiện
- 2 tháng 12 năm 2013: Bãi bỏ Tuyến Samhakdo
- 1 tháng 6 năm 2015: Tạm dừng xử lý hàng hóa[6]
- 9 tháng 12 năm 2016: Bắt đầu vận hành tuyến SRT và Nuriro
- 1 tháng 9 năm 2023: Hoạt động ITX-Maum bắt đầu

## Bố trí ga
| ↑ Imseong-ri          |
| ２ \| ３４ \| ５６ \| |
| Bắt đầu·Kết thúc      |

| Số  | Tuyến                   | Tàu vận chuyển                             | Điểm đến                                     |
| --- | ----------------------- | ------------------------------------------ | -------------------------------------------- |
| 1~6 | Đường sắt cao tốc Honam | KTX · SRT                                  | ← Hướng đi Iksan · Yongsan · Suseo           |
| 1~6 | Tuyến Honam             | KTX · ITX-Saemaeul ITX-Maum · Mugunghwa-ho | ← Hướng đi Gwangju · Seodaejeon · Yongsan    |
| 1~6 | Tuyến Gyeongjeon        | Mugunghwa-ho                               | ← Hướng đi GwangjuSongjeong · Jinju · Bujeon |